# Thomas Howard, VIII duca di Norfolk
Thomas Howard, VIII duca del Norfolk (11 dicembre 1683 – 23 dicembre 1732), è stato un nobile inglese.

## Biografia

### Infanzia
Thomas era figlio di lord Thomas Howard (di Worksop) e di sua moglie, Mary Elizabeth Savile. Alla morte di suo zio, egli ottenne il titolo di XVII barone Furnivall e VIII duca di Norfolk.

### Matrimonio
Sposò Maria Winifreda Francisca Shireburn, figlia di sir Nicholas Shireburn, I e ultimo baronetto, di Stonyhurst Hall, il 26 maggio 1709, all'età di 16 anni e mezzo, con una fortuna di più di 30.000 sterline.

### Prigionia e rilascio
Al tempo della rivolta giacobita del 1715 egli fu tra coloro che difesero suo fratello Edward Howard dall'accusa di alto tradimento nei confronti del re.
Howard venne arrestato ad ogni modo il 29 ottobre 1722 con il sospetto di coinvolgimento nel complotto dei giacobiti, e venne imprigionato nella Torre di Londra. Sua moglie, alla quale venne negato il permesso di fargli visita, decise di recarsi dal Conte di Carlisle nel maggio del 1723 per perorare la causa del marito, riuscendo a farlo poi liberare. Nel 1729-30 Howard fu gran maestro della Gran loggia massonica d'Inghilterra.
Malgrado questo gesto, le cronache dell'epoca riportano che questo matrimonio fu infelice e sua moglie, bigotta cattolica e giacobita, si separò quasi subito da quello che riteneva "un marito sostenitore dell'usurpatore". Ella si risposò nel novembre del 1733 con Peregrine Widdrington, il quale era fratello di William Widdrington, IV e ultimo barone Widdrington di Blankney, ed aveva preso parte alla rivolta giacobita del 1715.

### Morte
Thomas Howard morì il 23 dicembre 1732 senza aver avuto eredi maschi, e il titolo di Duca di Norfolk, pertanto, passò a suo fratello Edward.

## Ascendenza
|                                     |             |                                           | Genitori                                |  |  | Nonni |  |  | Bisnonni                                                  |  |  | Trisnonni                                                |  |
|                                     |             |                                           |                                         |  |  |       |  |  | Henry Howard, XXII conte di Arundel e II conte di Norfolk |  |  | Thomas Howard, XXI conte di Arundel e I conte di Norfolk |  |
|                                     |             |                                           |                                         |  |  |       |  |  | Henry Howard, XXII conte di Arundel e II conte di Norfolk |  |  | Thomas Howard, XXI conte di Arundel e I conte di Norfolk |  |
|                                     |             | Alethea Talbot                            |                                         |  |  |       |  |  | Henry Howard, XXII conte di Arundel e II conte di Norfolk |  |  |                                                          |  |
| Henry Howard, VI duca di Norfolk    |             |                                           |                                         |  |  |       |  |  | Henry Howard, XXII conte di Arundel e II conte di Norfolk |  |  |                                                          |  |
|                                     |             | Elizabeth Stewart                         | Esmé Stewart, III duca di Lennox        |  |  |       |  |  |                                                           |  |  |                                                          |  |
|                                     |             | Elizabeth Stewart                         | Esmé Stewart, III duca di Lennox        |  |  |       |  |  |                                                           |  |  |                                                          |  |
|                                     |             | Elizabeth Stewart                         | Catherine Clifton, II baronessa Clifton |  |  |       |  |  |                                                           |  |  |                                                          |  |
| lord Thomas Howard                  |             | Elizabeth Stewart                         |                                         |  |  |       |  |  |                                                           |  |  |                                                          |  |
|                                     |             | Edward Somerset, II marchese di Worcester | Henry Somerset, I marchese di Worcester |  |  |       |  |  |                                                           |  |  |                                                          |  |
|                                     |             | Edward Somerset, II marchese di Worcester | Henry Somerset, I marchese di Worcester |  |  |       |  |  |                                                           |  |  |                                                          |  |
|                                     |             | Edward Somerset, II marchese di Worcester | Anne Russell                            |  |  |       |  |  |                                                           |  |  |                                                          |  |
| Anne Somerset                       |             | Edward Somerset, II marchese di Worcester |                                         |  |  |       |  |  |                                                           |  |  |                                                          |  |
|                                     |             | Elizabeth Dormer                          | William Dormer, II barone Dormer        |  |  |       |  |  |                                                           |  |  |                                                          |  |
|                                     |             | Elizabeth Dormer                          | William Dormer, II barone Dormer        |  |  |       |  |  |                                                           |  |  |                                                          |  |
|                                     |             | Elizabeth Dormer                          | Alice Molyneux                          |  |  |       |  |  |                                                           |  |  |                                                          |  |
| Thomas Howard, VIII duca di Norfolk |             | Elizabeth Dormer                          |                                         |  |  |       |  |  |                                                           |  |  |                                                          |  |
|                                     | John Savile | Henry Savile                              |                                         |  |  |       |  |  |                                                           |  |  |                                                          |  |
|                                     | John Savile | Henry Savile                              |                                         |  |  |       |  |  |                                                           |  |  |                                                          |  |
|                                     | John Savile | Anne Darcy                                |                                         |  |  |       |  |  |                                                           |  |  |                                                          |  |
| John Savile, I baronetto            | John Savile |                                           |                                         |  |  |       |  |  |                                                           |  |  |                                                          |  |
|                                     |             | Anne Palmes                               | George Palmes                           |  |  |       |  |  |                                                           |  |  |                                                          |  |
|                                     |             | Anne Palmes                               | George Palmes                           |  |  |       |  |  |                                                           |  |  |                                                          |  |
|                                     |             | Anne Palmes                               | Catherine Babthorpe                     |  |  |       |  |  |                                                           |  |  |                                                          |  |
| Mary Elizabeth Savile               |             | Anne Palmes                               |                                         |  |  |       |  |  |                                                           |  |  |                                                          |  |
|                                     |             | Clement Paston                            | Thomas Paston                           |  |  |       |  |  |                                                           |  |  |                                                          |  |
|                                     |             | Clement Paston                            | Thomas Paston                           |  |  |       |  |  |                                                           |  |  |                                                          |  |
|                                     |             | Clement Paston                            | Mary Browne                             |  |  |       |  |  |                                                           |  |  |                                                          |  |
| Mary Paston                         |             | Clement Paston                            |                                         |  |  |       |  |  |                                                           |  |  |                                                          |  |
|                                     |             | Anne Compton                              | Henry Compton                           |  |  |       |  |  |                                                           |  |  |                                                          |  |
|                                     |             | Anne Compton                              | Henry Compton                           |  |  |       |  |  |                                                           |  |  |                                                          |  |
|                                     |             | Anne Compton                              | Cecilia Sackville                       |  |  |       |  |  |                                                           |  |  |                                                          |  |
|                                     |             | Anne Compton                              |                                         |  |  |       |  |  |                                                           |  |  |                                                          |  |